# 誓い (jealkbの曲)
「誓い」（ちかい）は、jealkbのメジャーデビューシングル。発売元はjkb records/R and C Ltd.。

## TV出演
デビューシングル・タイアップ付ということもあり、『うたばん』『MUSIC STATION』『MUSIC JAPAN』などに出演した。

## エピソード
誓いのライブやPVの振り付けは、KABA.ちゃんが担当している。

## 収録曲
1. 誓い
  - 作詞:haderu / 作曲:elsa

TBS系テレビ全国ネット「カウントダウンTV」11月度オープニングテーマ。
2. 哀罪
  - 作詞:haderu / 作曲:elsa
3. Sadistic Maria
  - 作詞:haderu / 作曲:elsa